# 뫼케른브뤼케역
뫼케른브뤼케역(U-Bahnhof Möckernbrücke)은 베를린 프리드리히스하인크로이츠베르크구 크로이츠베르크에 있는 U1, U3, U7의 환승역이다. 란트베어 운하의 상안과 하안에 각 노선의 역이 설치되어 있으며, 뫼케른교와 그로스베렌교 사이에 있다. U1/U3 노선이 사용하는 지상 역사는 1902년 2월 18일에 개업했으며, U7 노선이 사용하는 지하 역사는 1966년 2월 28일에 개업했다. 역에는 별도의 엘리베이터 없이 계단과 에스컬레이터만 설치되어 있다.

## 인접 철도역
| 베를린 지하철 1호선                            | 베를린 지하철 1호선 | 베를린 지하철 1호선                    |
| ---------------------------------------------- | ------------------- | -------------------------------------- |
| 글라이스드라이에크 울란트슈트라세 방면         | U1                  | 할레셰스 토어 바르샤우어 슈트라세 방면 |
| 베를린 지하철 3호선                            |                     |                                        |
| 글라이스드라이에크 크루메 랑케 방면            | U3                  | 할레셰스 토어 바르샤우어 슈트라세 방면 |
| 베를린 지하철 7호선                            |                     |                                        |
| 베를린 요르크슈트라세 라트하우스 슈판다우 방면 | U7                  | 메링담 루도 방면                       |